# Karcsúméhek
A karcsúméhek (Halictidae) leggyakrabban az északi féltekén fordulnak elő. Az Antarktiszt kivéve az összes kontinensen előfordulnak.

## Életmódjuk
A karcsúméhek a nektár és a pollen fogyasztására adaptálódtak; ezekből nyerik az energiát és a fehérjéket. A pollenek többségével lárváikat etetik. Táplálékukat a hosszú proboscidesszel, (komplex, összetett nyelvvel) kaparinthatják meg a virágokból. A hímek antennája általában tizenhárom, a nőstényeké tizenkét szegmentumból áll. Minden fajuknak két pár szárnya van, és ezek közül a hátsó pár kisebb.
A karcsúméhek kulcsszerepet töltenek be a növények beporzásában, és a virágos növények legfontosabb beporzói. Gyűjtenek pollent és nektárt is. A nektárt gyűjtő egyedek is poroznak be növényeket, de a pollent gyűjtők sokkal hatékonyabb beporzók. A legújabb elemzések szerint az emberiség élelmiszertermelésének mintegy harmada függ a rovarok beporzó tevékenységétől, nagyrészt a méhekétől.